# Grand Prix Júnior de Patinação Artística no Gelo de 1998–99
O Grand Prix Júnior de Patinação Artística no Gelo de 1998–99 foi a segunda temporada do Grand Prix ISU Júnior, uma série de competições de nível júnior de patinação artística no gelo disputada na temporada 1998–99. São distribuídas medalhas em quatro disciplinas, individual masculino e individual feminino, duplas e dança no gelo. Os patinadores ganham pontos com base na sua posição em cada evento e os oito primeiros de cada disciplina são qualificados para competir na final do Grand Prix Júnior, realizada em Detroit, Estados Unidos.
A competição é organizada pela União Internacional de Patinação (em inglês:  International Skating Union), a série Grand Prix começou em 18 de agosto de 1998 e continuaram até 14 de março de 1999.

## Calendário
| #     | Evento                                         | Localização                 | Data                         | Ref          |
| ----- | ---------------------------------------------- | --------------------------- | ---------------------------- | ------------ |
| 1     | Grand Prix International St. Gervais de 1998   | Saint-Gervais, França       | 18–22 de agosto de 1998      | [ 1 ]        |
| 2     | Mexico Cup de 1998                             | Cidade do México, México    | 9–13 de setembro de 1998     | [ 2 ]        |
| 3     | Sofia Cup de 1998                              | Sófia, Bulgária             | 16–20 de setembro de 1998    | [ 3 ]        |
| 4     | Ukrainian Souvenir de 1998                     | Kiev, Ucrânia               | 23–27 de setembro de 1998    | [ 4 ]        |
| 5     | Blue Swords de 1998                            | Chemnitz, Alemanha          | 7–10 de outubro de 1998      | [ 5 ]        |
| 6     | Hungarian Trophy de 1998                       | Budapeste, Hungria          | 14–18 de outubro de 1998     | [ 6 ] [ 7 ]  |
| 7     | China International Junior Competition de 1998 | Pequim, China               | 20–25 de outubro de 1998     | [ 8 ]        |
| 8     | Grand Prize SNP de 1998                        | Banská Bystrica, Eslováquia | 29 de out.–1 de nov. de 1998 | [ 9 ] [ 10 ] |
| Final | Final do Grand Prix Júnior de 1998–99          | Detroit, Estados Unidos     | 12–14 de março de 1999       | [ 11 ]       |

## Medalhistas

### Grand Prix International St. Gervais
| Evento                        | Ouro                                            | Prata                                               | Bronze                                          |
| Individual masculino detalhes | Vincent Restencourt · França                    | Ryan Bradley · Estados Unidos                       | Matthew Savoie · Estados Unidos                 |
| Individual feminino detalhes  | Irina Nikolaeva · Rússia                        | Anna Jurkiewicz · Polônia                           | Daria Timoshenko · Rússia                       |
| Duplas detalhes               | Julia Obertas · Dmytro Palamarchuk · Ucrânia    | Viktoria Shklover · Valdis Mintals · Estônia        | Jaisa MacAdam · Garrett Lucash · Estados Unidos |
| Dança no gelo detalhes        | Tetyana Kurkudym · Yuriy Kocherzhenko · Ucrânia | Jamie Silverstein · Justin Pekarek · Estados Unidos | Nelly Gourvest · Cédric Pernet · França         |

### Mexico Cup
| Evento                        | Ouro                                      | Prata                                    | Bronze                                             |
| Individual masculino detalhes | Yosuke Takeuchi · Japão                   | Eiji Iwamoto · Japão                     | Jeffrey Franklin · Canadá                          |
| Individual feminino detalhes  | Yuko Kawaguchi · Japão                    | Sarah Hughes · Estados Unidos            | Chisato Shiina · Japão                             |
| Duplas detalhes               | Meliza Brozovich · Anton Nimenko · Rússia | Eve Butchart · Clinton Petersen · Canadá | Larisa Spielberg · Craig Joeright · Estados Unidos |
| Dança no gelo detalhes        | Federica Faiella · Luciano Milo · Itália  | Zita Gebora · Andras Visontai · Hungria  | Jill Vernekohl · Jan Luggenholscher · Alemanha     |

### Sofia Cup
| Evento                        | Ouro                                             | Prata                                         | Bronze                                            |
| Individual masculino detalhes | Ilia Klimkin · Rússia                            | Stefan Lindemann · Alemanha                   | Soshi Tanaka · Japão                              |
| Individual feminino detalhes  | Tamara Dorofejev · Hungria                       | Daria Timoshenko · Rússia                     | Sabina Wojtala · Polônia                          |
| Duplas detalhes               | Victoria Maxiuta · Vladislav Zhovnirski · Rússia | Alena Maltseva · Oleg Popov · Rússia          | Aneta Kowalska · Łukasz Różycki · Polônia         |
| Dança no gelo detalhes        | Flavia Ottaviani · Massimo Scali · Itália        | Natalia Romaniuta · Daniil Barantsev · Rússia | Emilie Nussear · Brandon Forsyth · Estados Unidos |

### Ukrainian Souvenir
| Evento                        | Ouro                                         | Prata                                          | Bronze                                         |
| Individual masculino detalhes | Andriy Kyforenko · Ucrânia                   | Alexei Vasilevski · Rússia                     | Oleksandr Smokvin · Ucrânia                    |
| Individual feminino detalhes  | Viktoria Volchkova · Rússia                  | Galina Maniachenko · Ucrânia                   | Anna Neshcheret · Ucrânia                      |
| Duplas detalhes               | Julia Obertas · Dmytro Palamarchuk · Ucrânia | Elena Bogospasaeva · Oleg Ponomarenko · Rússia | Aliona Savchenko · Stanislav Morozov · Ucrânia |
| Dança no gelo detalhes        | Krystyna Kobaladze · Oleg Voyko · Ucrânia    | Julia Golovina · Denis Egorov · Rússia         | Olga Kudym · Anton Tereshenko · Ucrânia        |

### Blue Swords
| Evento                        | Ouro                                                | Prata                                            | Bronze                                         |
| Individual masculino detalhes | Vincent Restencourt · França                        | Stefan Lindemann · Alemanha                      | Scott Smith · Estados Unidos                   |
| Individual feminino detalhes  | Irina Nikolaeva · Rússia                            | Anna Jurkiewicz · Polónia                        | Sara Wheat · Estados Unidos                    |
| Duplas detalhes               | Victoria Maxiuta · Vladislav Zhovnirski · Rússia    | Laura Handy · J. Paul Binnebose · Estados Unidos | Alena Maltseva · Oleg Popov · Rússia           |
| Dança no gelo detalhes        | Jamie Silverstein · Justin Pekarek · Estados Unidos | Federica Faiella · Luciano Milo · Itália         | Tatiana Kurkudym · Juri Kocherzhenko · Ucrânia |

### Hungarian Trophy
| Evento                        | Ouro                                           | Prata                                        | Bronze                                            |
| Individual masculino detalhes | Ilia Klimkin · Rússia                          | Yosuke Takeuchi · Japão                      | Ryan Bradley · Estados Unidos                     |
| Individual feminino detalhes  | Júlia Sebestyén · Hungria                      | Sarah Hughes · Estados Unidos                | Chisato Shiina · Japão                            |
| Duplas detalhes               | Elena Bogospasaeva · Oleg Ponomarenko · Rússia | Svetlana Nikolaeva · Alexei Sokolov · Rússia | Stefanie Weiss · Matthias Bleyer · Alemanha       |
| Dança no gelo detalhes        | Julia Golovina · Denis Egorov · Rússia         | Zita Gebora · Andras Visontai · Hungria      | Emilie Nussear · Brandon Forsyth · Estados Unidos |

### China International Junior Competition
| Evento                        | Ouro                                      | Prata                                             | Bronze                                  |
| Individual masculino detalhes | Guo Zhengxin · China                      | Gao Song · China                                  | Yu Wang · China                         |
| Individual feminino detalhes  | Yoshie Onda · Japão                       | Gwenaelle Jullien · França                        | Wang Huan · China                       |
| Duplas detalhes               | Zhang Xiaodan · Zhang Hao · China         | Melica Brozovich · Anton Nimenko · Rússia         | Anna Kaverzina · Vitali Dubina · Rússia |
| Dança no gelo detalhes        | Flavia Ottaviani · Massimo Scali · Itália | Melissa Gregory · James Shufford · Estados Unidos | Nelly Gourvest · Cedric Pernet · França |

### Grand Prize SNP
| Evento                        | Ouro                                          | Prata                                       | Bronze                                          |
| Individual masculino detalhes | Johnny Weir · Estados Unidos                  | Lukáš Rakowski · República Tcheca           | Matthew Davies · Reino Unido                    |
| Individual feminino detalhes  | Viktoria Volchkova · Rússia                   | Tamara Dorofejev · Hungria                  | Erin Pearl · Estados Unidos                     |
| Duplas detalhes               | Laura Handy · Paul Binnebose · Estados Unidos | Jacinth Lariviere · Lenny Faustino · Canadá | Svetlana Nikolaeva · Alexei Sokolov · Rússia    |
| Dança no gelo detalhes        | Natalia Romaniuta · Daniil Barantsev · Rússia | Kristina Kobaladze · Oleg Voiko · Ucrânia   | Jill Vernekohl · Jan Luggenhoelscher · Alemanha |

### Final do Grand Prix Júnior
| Evento                        | Ouro                                                | Prata                                         | Bronze                                           |
| Individual masculino detalhes | Vincent Restencourt · França                        | Ilia Klimkin · Rússia                         | Alexei Vasilevski · Rússia                       |
| Individual feminino detalhes  | Viktoria Volchkova · Rússia                         | Sarah Hughes · Estados Unidos                 | Daria Timoshenko · Rússia                        |
| Duplas detalhes               | Julia Obertas · Dmitri Palamarchuk · Ucrânia        | Laura Handy · Paul Binnebose · Estados Unidos | Victoria Maxiuta · Vladislav Zhovnirski · Rússia |
| Dança no gelo detalhes        | Jamie Silverstein · Justin Pekarek · Estados Unidos | Federica Faiella · Luciano Milo · Itália      | Natalia Romaniuta · Daniil Barantsev · Rússia    |

## Classificação para a Final do Grand Prix Júnior
Cada patinador pontua dependendo da posição obtida, somando as duas melhores pontuações. Os oito melhores se classificam para disputa da final. A pontuação por eventos é a seguinte:
| Pos. | Pontos (Individuais) | Pontos (Dança) | Pontos (Duplas) |
| ---- | -------------------- | -------------- | --------------- |
| 1º   | 15                   | 15             | 15              |
| 2º   | 13                   | 13             | 13              |
| 3º   | 11                   | 11             | 11              |
| 4º   | 9                    | 9              | 9               |
| 5º   | 7                    | 7              | 7               |
| 6º   | 5                    | 5              | 5               |
| 7º   | 4                    | 4              | –               |
| 8º   | 3                    | 3              | –               |
| 9º   | 2                    | –              | –               |
| 10º  | 1                    | –              | –               |

### Classificados
|             | Masculino               | Feminino               | Duplas                                      | Dança no gelo                            |
| ----------- | ----------------------- | ---------------------- | ------------------------------------------- | ---------------------------------------- |
| 1           | RUS Ilia Klimkin        | RUS Irina Nikolaeva    | RUS Victoria Maxiuta / Vladislav Zhovnirski | ITA Flavia Ottaviani / Massimo Scali     |
| 2           | FRA Vincent Restencourt | RUS Viktoria Volchkova | UKR Julia Obertas / Dmytro Palamarchuk      | USA Jamie Silverstein / Justin Pekarek   |
| 3           | JPN Yosuke Takeuchi     | HUN Tamara Dorofejev   | RUS Elena Bogospasaeva / Oleg Ponomarenko   | UKR Kristina Kobaladze / Oleg Voyko      |
| 4           | GER Stefan Lindemann    | USA Sarah Hughes       | RUS Meliza Brozovich / Anton Nimenko        | RUS Natalia Romaniuta / Daniil Barantsev |
| 5           | USA Ryan Bradley        | POL Anna Jurkiewicz    | USA Laura Handy / Paul Binnebose            | RUS Julia Golovina / Denis Egorov        |
| 6           | RUS Alexei Vasilevsky   | RUS Daria Timoshenko   | RUS Svetlana Nikolaeva / Alexey Sokolov     | ITA Federica Faiella / Luciano Milo      |
| 7           | CZE Lukáš Rakowski      | FRA Gwenaelle Jullien  | –                                           | –                                        |
| 8           | USA Matthew Savoie      | JPN Chisato Shiina     | –                                           | –                                        |
| Substitutos |                         |                        |                                             |                                          |
| 1º          | GBR Matthew Davies      | HUN Júlia Sebestyén    | RUS Alena Maltseva / Oleg Popov             | UKR Tatiana Kurkudym / Yuri Kocherzhenko |
| 2º          | USA Scott Smith         | JPN Yoshie Onda        | CAN Jacinthe Larivière / Lenny Faustino     | HUN Zita Gebora / Andras Visontai        |
| 3º          | JPN Soshi Tanaka        | JPN Yuko Kawaguchi     | UKR Aliona Savchenko / Stanislav Morozov    | FRA Nelly Gouverst / Cedric Pernet       |